# František Rajtoral
František Rajtoral (ur. 12 marca 1986 w Przybramie, zm. 23 kwietnia 2017 w Gaziantepie) – czeski piłkarz, występujący na pozycji obrońcy. Występował w barwach Marili Przybram, Baníka Ostrawa, Viktorii Pilzno, Hannoveru i Gaziantepspor. Był reprezentantem Czech. Znalazł się w kadrze na Mistrzostwa Europy 2012. Zmarł śmiercią samobójczą 23 kwietnia 2017 w Gaziantepie.

## Sukcesy

### Viktoria Pilzno
- Mistrz Czech: 2011
- Puchar Czech w piłce nożnej

Zdobywca (1): 2010